# Kayah (zangeres)
Katarzyna Szczot (Warschau, 5 november 1967), beter bekend onder het pseudoniem Kayah is een van de meest succesvolle Poolse zangeressen. Ze maakt voornamelijk popmuziek met veel invloed van Soul, Jazz en Folk. In 2001 richtte ze haar eigen platenlabel op, Kayax, waar enkele gerenommeerde Poolse muzikanten zoals Zakopower, Krzysztof Kiljański en SOFA onder contract staan. De totale verkoop van haar albums zijn meer dan een miljoen exemplaren.

## Discografie

### Albums
| Jaar van uitgave | Album                                     | Certificaat                        |
| ---------------- | ----------------------------------------- | ---------------------------------- |
| 1988             | - Kayah - Uitgever: Polskie Nagrania Muza | -                                  |
| 1991             | - Kayah - Uitgever: Rogot                 | -                                  |
| 1995             | - Kamień - Uitgever: BMG                  | Gouden Plaat (>35.000 stuks)       |
| 1997             | - Zebra - Uitgever: BMG                   | 2x Platinum Plaat (>200.000 stuks) |
| 1999             | - Kayah i Bregović - Uitgever: BMG        | Diamanten Plaat (>700.000 stuks)   |
| 2000             | - JakaJaKayah - Uitgever: BMG             | Platinum Plaat (>70.000 stuks)     |
| 2003             | - Stereo typ - Uitgever: BMG              | Platinum Plaat (>70.000 stuks)     |
| 2005             | - The Best & The Rest - Uitgever: BMG     | Gouden Plaat (>35.000 stuks)       |
| 2007             | - MTV Unplugged - Uitgever: Kayax         | Gouden Plaat (>15.000 stuks)       |
| 2009             | - Skała - Uitgever: Kayax                 | Platinum Plaat (>40.000 stuks)     |
| 2010             | - Kayah & Royal Quartet - Uitgever: Kayax | Gouden Plaat (>20.000 stuks)       |

### Singles
| Single(s) met hitnoteringen in Polen | Jaar van uitgave | LP3 | 30 Ton | Album                         | Opmerkingen                            |
| ------------------------------------ | ---------------- | --- | ------ | ----------------------------- | -------------------------------------- |
| Córeczko                             | 1989             | 21  | -      | -                             | Alleen uitgebracht op single.          |
| Jak liść                             | 1995             | 4   | -      | Kamień                        | -                                      |
| Nawet deszcz                         | 1995             | 27  | 9      | Kamień                        | -                                      |
| Fleciki                              | 1996             | 1   | 7      | Kamień                        | -                                      |
| Santana                              | 1996             | 21  | -      | Kamień                        | -                                      |
| Horyzont                             | 1996             | 38  | 8      | -                             | met Kasia Stankiewicz & Andrzej Krzywy |
| Na językach                          | 1997             | 6   | 2      | Zebra                         | -                                      |
| Supermenka                           | 1997             | 5   | 6      | Zebra                         | -                                      |
| Uwierz... to nie ja                  | 1997             | 27  | -      | -                             | met Urszula                            |
| Hit                                  | 1998             | -   | 17     | Pozytywne Wibracje            | met Michał Urbaniak                    |
| Śpij kochanie, śpij                  | 1999             | 1   | 1      | Kayah i Bregović              | met Goran Bregović                     |
| Prawy do lewego                      | 1999             | 1   | 1      | Kayah i Bregović              | met Goran Bregović                     |
| To nie ptak                          | 1999             | 2   | 1      | Kayah i Bregović              | met Goran Bregović                     |
| Nie ma, nie ma ciebie                | 1999             | 23  | 14     | Kayah i Bregović              | met Goran Bregović                     |
| Jaka ja Kayah                        | 2000             | 4   | 3      | JakaJaKayah                   | -                                      |
| Anioł wiedział                       | 2000             | 5   | 10     | JakaJaKayah                   | -                                      |
| Topielice                            | 2000             | 43  | -      | JakaJaKayah                   | -                                      |
| Wiosna przyjdzie i tak               | 2001             | 21  | -      | -                             | -                                      |
| Embarcaçao                           | 2001             | 16  | -      | JakaJaKayah (special edition) | met Cesaria Évora                      |
| Dobry potwór nie jest zły            | 2002             | 48  | -      | Poczytaj mi tato              | met Michał Żebrowski                   |
| Tylko ty i ja                        | 2003             | 36  | -      | -                             | Alleen uitgebracht op single.          |
| Testosteron                          | 2003             | 2   | 1      | Stereo typ                    | -                                      |
| Do D.N.A.                            | 2004             | 40  | -      | Stereo typ                    | -                                      |
| Duchy tych co mieszkali tu           | 2004             | -   | -      | -                             | Mój brat niedźwiedź (soundtrack)       |
| Prócz ciebie, nic                    | 2004             | 1   | 1      | The Best & The Rest           | met Krzysztof Kiljański                |
| Najpiękniejsi                        | 2005             | 38  | -      | The Best & The Rest           | ft. Poluzjanci                         |
| Jutro rano                           | 2005             | 34  | 1      | The Best & The Rest           | -                                      |
| Jaka miłość, taka śmierć             | 2006             | -   | -      | -                             | Dublerzy (soundtrack)                  |
| Kochankowie Roku Tygrysa             | 2006             | -   | -      | -                             | Kochankowie Roku Tygrysa (soundtrack)  |
| Wszystkie Ryśki to porządne chłopaki | 2007             | 38  | -      | -                             | Ryś (soundtrack)                       |
| Ding Dong                            | 2008             | -   | -      | -                             | Alleen uitgebracht op single.          |
| Jak skała                            | 2009             | 21  | -      | Skała                         | -                                      |
| Ocean Spokojny już                   | 2009             | 35  | -      | Skała                         | -                                      |
| Libertango                           | 2010             | -   | -      | Kayah & Royal Quartet         | -                                      |
| Dla ciebie jestem sobą               | 2010             | -   | -      | Panienki z Temperamentem      | ft. Renata Przemyk                     |
| Za późno                             | 2011             | 37  | -      | -                             | -                                      |

## Film en televisie
In 2011 was ze naast Anna Dąbrowska, Andrzej Piaseczny en Adam Darski jurylid in de eerste editie van The Voice of Poland dat vanaf september 2011 op TVP2 werd uitgezonden.

## Privéleven
Tijdens opnamen van het programma To było grane in 1998 ontmoette ze de in Polen werkzame Nederlandse televisieproducent Rinke Rooyens, zoon van Bob Rooyens. Op 5 augustus van hetzelfde jaar trouwden ze en op 1 december werd hun zoon geboren. In 1999 ontving het echtpaar de Zilveren Appel, een prijs uitgereikt door lezers van het maandblad Pani voor het 'grootste Poolse echtpaar'. Na enkele jaren ging het stel uit elkaar en in 2010 was de scheiding officieel. Hierna had ze een tijd lang een relatie met de frontzanger van Zakopower, Sebastian Karpiel-Bułecka.
- Bibliothèque nationale de France: cb14036051p (data)
- CiNii: DA16396603
- Gemeinsame Normdatei: 135266432
- International Standard Name Identifier: 0000 0001 1480 7305
- Library of Congress Control Number: no2010089014
- MusicBrainz: b040c4d9-f3e7-4970-a98a-b47b93d631d7
- Nationale Bibliotheek van Tsjechië: xx0195954
- Réseau des bibliothèques de Suisse occidentale: 02-A006131987
- Virtual International Authority File: 120004428
- WorldCat: E39PBJc7VFVTPtDdPv3xrXd4v3